# Monuments nationaux de Zvornik
Cet article recense les monuments nationaux situés sur le territoire de la municipalité de Zvornik en Bosnie-Herzégovine et dans la république serbe de Bosnie. La liste établie par la Commission pour la protection des monuments nationaux compte 2 monuments nationaux inscrits sur la liste principale et 2 monuments inscrits sur une liste provisoire.

## Monuments nationaux
| Monument                                        | Localité | Géolocalisation | Datation                    | Commentaire éventuel | Photo |
| ----------------------------------------------- | -------- | --------------- | --------------------------- | -------------------- | ----- |
| Hadžibegova kuća (Maison de Ljubović Hasan Bey) | Zvornik  |                 | Début du XIXe siècle        |                      |       |
| Forteresse de Zvornik                           | Zvornik  |                 | Moyen Âge, période ottomane |                      |       |

## Liste provisoire
| Monument                                                | Localité | Géolocalisation              | Datation  | Commentaire éventuel                                    | Photo |
| ------------------------------------------------------- | -------- | ---------------------------- | --------- | ------------------------------------------------------- | ----- |
| Église de la Nativité-de-Saint-Jean-Baptiste de Zvornik | Zvornik  | 44° 23′ 10″ N, 19° 06′ 02″ E | 1817-1823 | Église orthodoxe serbe dans l'éparchie de Zvornik-Tuzla |       |
| Lac de Rodević                                          | Rodević  |                              |           |                                                         |       |